# Wilfrid Moser
Pour les articles homonymes, voir Moser.
Wilfrid Moser, né à Zurich le 10 juin 1914 et mort le 19 décembre 1997, est un peintre et sculpteur suisse appartenant à la nouvelle École de Paris.

## Biographie
Le père de Wilfrid Moser, sinologue, enseigne dans les universités étrangères, et sa mère est professeur de piano. Les activités de son père lui permettent dès sa jeunesse de connaître plusieurs villes d'Europe, notamment Sienne, en 1920 et 1925, et Venise, et leurs cultures. À Zurich, de nombreux peintres fréquentent la maison familiale. Enfant, Wilfrid Moser suit des études de violon au Conservatoire de Zurich et dès 1920 pratique le dessin, l’aquarelle et les pastels. En 1930, certains de ses dessins d'enfant sont publiés dans la revue « Schweizer Spiegel ».
Poursuivant des études de violon, Moser voyage à Paris, à Berlin, en Italie et en Union soviétique. Il se tourne en autodidacte vers la peinture et rend visite à Ensor à Ostende et à Ernst Ludwig Kirchner à Davos. Entre 1935 et 1938 il voyage avec Nicolas de Stael au Maroc et en Espagne. Lorsqu'éclate la Guerre d’Espagne, il rejoint les Républicains et participe à la bataille de Malaga. Blessé à Guadalajara il rejoint le Maroc. Il séjourne à Paris en 1939 et fait à Zurich la connaissance de Varlin, qui l'invite à exposer avec lui. Dans ses dessins et ses peintures transparaissent les influences de Rouault, Utrillo, Ensor.
De 1940 à 1945, Moser effectue son service militaire dans l'armée suisse. Il épouse Jeanne Gysi, danseuse moderne, dont il aura deux enfants. Ils s’établissent à Ronco sopra Ascona au Tessin. Il réalise alors une série de gravures sur bois expressionnistes. En 1945 il s'installe à Paris, travaille dans les ateliers d'André Lhote et Fernand Léger, peint sur des matériaux de récupération. « J'étais pris, enfermé dans une cour au milieu de hauts murs, et quels murs, Picasso, Klee, Kandinsky, Mondrian, la peinture était là, pas moyen d'en sortir et ce n'était pas la mienne, celle que je rêvais... Et puis il y eut Wols, Dubuffet, Bissière chez Drouin ». La peinture de Wols sera à l'origine de son « tachisme » personnel. Il développe parallèlement une œuvre figurative qui prend pour thème le paysage urbain (stations de métro, maison ouverte, boucheries, Jardin des plantes).
À partir des années 1950, Moser vit à Paris et à Ronco. Soutenu par les critiques d'art Roger Van Gindertael, Herta Wescher et Charles Estienne, il est alors l'un des principaux représentants de l'abstraction gestuelle. Dans ses compositions abstraites transparaissent les thèmes de cathédrales, de maisons et d’environnements urbains ainsi que des scènes mythologiques et historiques. Il participe en 1952, avec Fiorini, Vielfaure et Nallard à une exposition de groupe à la galerie Jeanne Bucher qui exposera régulièrement sa peinture. Il représente en 1952 la Suisse à la XXIXe Biennale de Venise et participe en 1959 à la Ve Biennale de São Paulo.
Au début des années 1960, Moser développe à travers des coups de pinceau dynamiques une peinture intensément colorée à laquelle il intègre des fragments de collages, des structures de lettres et mots déchirés. Il présente en 1964 une exposition au Kunstmuseum de Lucerne. À partir de 1965, il réalise des reliefs en bois, des assemblages de planches et ses premières sculptures, l'intérieur de certaines d'entre elles pouvant être visité. En 1966-67, il illustre de gravures sur bois L'heure du Goémon de Charles Estienne.  En 1969, il réalise les vitraux de l’église de Réclère dans le canton du Jura.
Vivant entre Paris, Ronco et Zurich, Moser, dans la décennie suivante, développe une peinture  évoquant le monde minéral à partir des carrières et des rochers du Gothard, et d’autre part une sculpture bicolore rouge et blanche. Des sculptures monumentales, acquises par la ville de Zurich, sont intégrées à l’espace urbain, comme à Oerlikon ou devant le Kunsthaus. Des expositions de son œuvre sont organisées au Kunsthaus Zurich (1970), au Kunstmuseum Coire (1971), au Musée de Metz (1974), au Musée de Schaffhouse (1979). Moser est de 1971 à 1978 président central de la Société des peintres, sculpteurs, architectes suisses.
Effectuant de nombreuses visites aux grandes collections d'art européennes, notamment à Venise, Moser en revient au milieu des années 1980 à une peinture gestuelle. Il est nommé en 1985 chevalier des arts et des lettres par la République française puis, en 1993, Officier des Arts et des Lettres. Il reçoit en 1989 le Grand prix de la ville de Zurich et en 1993 une grande rétrospective de son œuvre est présentée au Kunsthaus de Zurich. 
De 1990 à 1997 Moser aborde de nouveaux thèmes picturaux (la chute des Idoles et le Pont Alexandre) peuplant son univers de personnages baroques et fantasques, tandis que ses pastels reprennent des thèmes anciens comme le jardin des Plantes et les maisons ouvertes. Moser meurt subitement en 1997 d'une hémorragie cérébrale.

## Œuvre

### 1934-1948: figuration poétique, le motif comme formule d’existence
Moser est un expressionniste. Les expériences initiales prégnantes (comme l’exposition Van Gogh de 1924 au Kunsthaus de Zürich) lui ouvrent la voie. Avec la série de xylographies Plurima Mortis Imago (danse macabre Stalingrad), en 1942, en pleine 2nde Guerre Mondiale, il initie un premier cycle significatif qui mêle la tradition formelle de l’expressionnisme à l’art populaire. Dans le Paris d’après-guerre, il puise son inspiration dans les vues des rues, les boucheries (Bladinaux), le zoo (Jardin des Plantes) ; avec les séries des « maisons ouvertes » et du Métro, il trouve des formes d’expression correspondant à l’homme agité et déraciné de la grande ville. Stylistiquement Moser s’oriente vers l’expressionnisme de Georges Rouault et Maurice Utrillo. James Ensor constitue, lui, une référence pour représenter la foule qui se presse dans les souterrains du métro (Métro Ensor).
Dès le début de son œuvre, les motifs quotidiens de Moser sont transposés dans les thèmes mythologiques, comme le métro est rapproché de l’Hadès.

### 1949-1960: abstraction gestuelle et tachisme
Tant par les trames orthogonales des « maisons ouvertes », que par les grilles des cages du Jardin des plantes, Moser développe, dans les années 50, une abstraction gestuelle. Il est considéré comme un des principaux représentants du tachisme, tendance d’avant-garde au sein de la Deuxième École de Paris. La tâche, pâte épaisse appliquée à la spatule formant des bandes de couleur, est la base visuelle de la composition. Cette abstraction gestuelle empreinte de préoccupation existentielle est enracinée dans le réalisme de Moser des années 40. Cette démarche artistique de Moser a été qualifiée de « informelle existentielle » (Matthias Frehner). Les titres des compositions abstraites évoquent les thèmes principaux de l’œuvre de Moser : Carrara, l’endroit où se matérialisa le processus de création ; Venise, la Sérénissime (San Giorgio, Giudecca) ; des fragments de paysage, comme des repères mémoriels personnels et historiques (Aea, Taiga, Mojacar) ; des références à la littérature (Odyssée d’Homer avec Eurylochos). 

### 1960–1967: expressionnisme, thème de la grande ville
À partir de la fin des années 1950, la peinture de Moser devient plus expressive, le contenu plus dramatique et entrecoupé d’éléments figuratifs. Le collage est employé comme mode stylistique. Guido Magnaguagno parle de la création entre 1961 et 1966 comme des années « sauvages » de Moser. Avec Concierge, Moser reprend le motif des « maisons ouvertes » et dans la série Eurylochos, les bouchers des années 40 trouvent une nouvelle formulation avec des références aux carcasses de Rembrandt et de Chaim Soutine.
Dans le cycle Métro (1961-1965), l’urbanisme trouve une expression picturale. Moser, avec ce « paysage de métro », a étendu l’iconographie de la grande ville du XXe siècle à un nouveau type de représentation (Tina Grütter). 

### 1961-1987: assemblages et sculptures polychromes
Au début des années soixante, Moser se consacre à l’espace tridimensionnel, au moyen d’assemblages de panneaux de bois peints et collés. À partir de 1966, il élabore des sculptures en résine époxy rayées rouge-blanc ou bleu-blanc qu’il qualifie d’« images déambulables » et qui resteront son emblème. Ainsi en est-il de la grande sculpture A midsummer night’s dream in Soho, 1969-1970, (Kunsthaus Zürich). Suivent de grandes sculptures d’extérieur qui ont pris place en France ou en Suisse (La Fontaine Bleue à Zurich, 1975). Au milieu des années quatre-vingt, l’artiste reprend la sculpture avec une approche fantastique aux couleurs expressives (Leporello, 1986-1987).

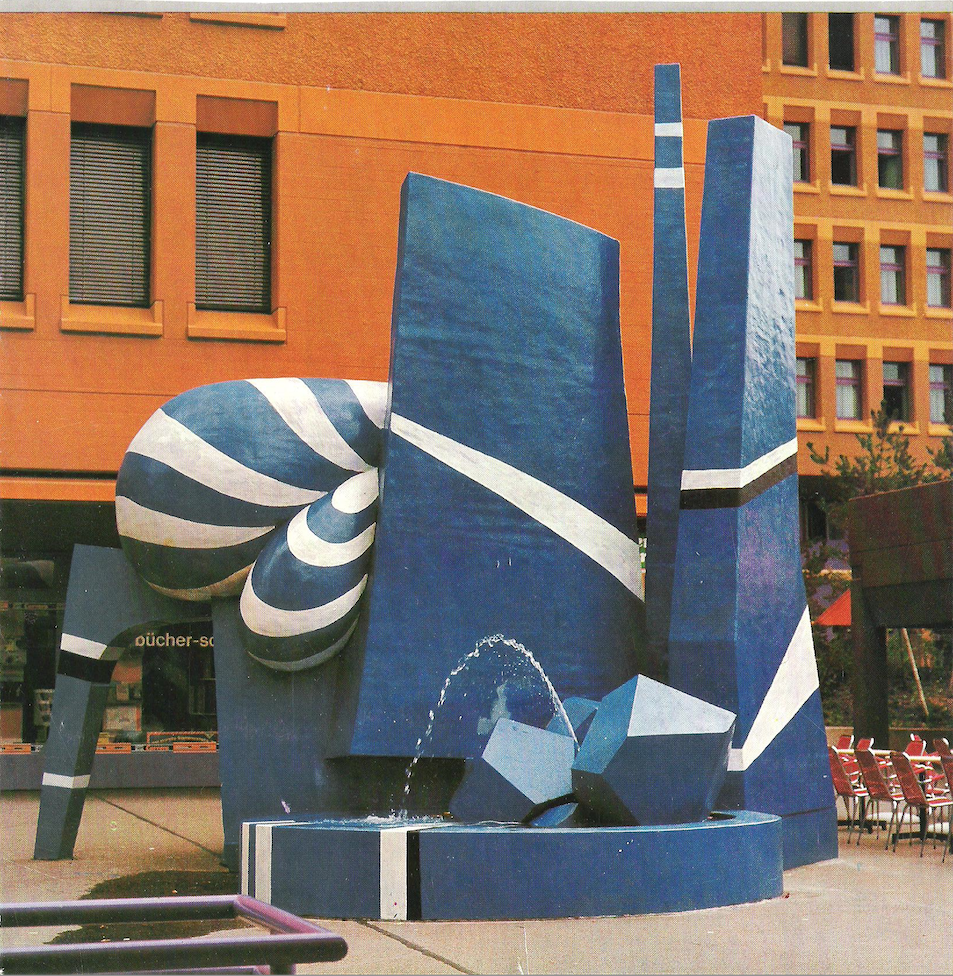
La Fontaine Bleue, 1975, Oerlikon Zürich.

### 1975–1985: figuration d’un espace expressif, rochers et sous-bois
Les tableaux de roches et de pierre que Moser expose pour la première fois en 1977 constituent le changement le plus spectaculaire vers une nouvelle période de son travail. Les peintures de carrières et d’éboulis s’opposent diamétralement au monde turbulent et coloré des grandes métropoles.
L’appropriation artistique des espaces est un leitmotiv dans l’œuvre de l’artiste. Avec les paysages de roche, il trouve de nouvelles solutions pour la création d’un espace expressif sur la toile. Les carrières de marbre de Carrare et celles de granit au Tessin deviennent paysage de l’Apocalypse (La clé de l’abîme).
De même le thème de sous-bois est l’occasion d’une conquête de l’espace par le dessin, qui accompagne toutes les époques de l’œuvre de l’artiste, mais qui devient ici un thème propre de son œuvre. À travers l’entrelacs des dessins polychromes se forment des clairières qui par leur enchevêtrement se densifient en un labyrinthe spatial.

### 1986–1997: regain de la peinture gestuelle, figuration fantastique,Pont Alexandre
Dessins et peintures s’unissent dans l’œuvre tardive en une traînée tricolore dans un élan dynamique et rythmique.  En eux on reconnaît le violoniste. Le mouvement prend la forme de groupes de gens en procession et manifestation dont les couleurs et les gestes extatiques donnent une atmosphère de gaîté grotesque.
Le thème du monument, inspiré du pont Alexandre III, est au centre et à l’apogée du dernier cycle d’œuvres de l’artiste. En peinture, pastels de grands format et gravure, l’architecture et les statues sont mises en scène dans un paysage nocturne en un théâtre fantastique : une célébration festive de Vanitas.
Dès ses premiers travaux, Moser a développé des motifs qui ont conservé leur pertinence tout au long de son œuvre. Récupération et reformulation caractérisent les différentes phases de son travail ; ainsi Moser a exploré l’expressionnisme entre figuration et abstraction, sans abandonner son engagement thématique. Son œuvre témoigne de sa préoccupation face au monde, face à la condition humaine.

## Illustration
- Charles Estienne, L'Heure du Goémon, Paris, éditions Jeanne Bucher, 1966-1967.

## Fondation
- Fondation Wilfrid Moser, Seestrasse, 89; Case Postale 1921; 8027 Zurich, Suisse

### Filmographie
- Adriano Kestenholz, Wilfrid Moser: Treppen, ein Lebenslauf, Prod. : Aleph film & Tina Grütter, 2006.
- Bolliger, Wilfried & Althaus, Peter F. (1970) Moser, Pro Helvetia & Schweizer Fernsehen / Pro Helvetia & Télévision suisse, VHS/PAL, 16 min,
- Münger, Peter & Magnaguagno, Guido (1988/93), Moser, documentaire vidéo de l'association des artistes.  VHS/PAL 40 min. [versions française (30 min), allemande (30 min) et suisse allemande (40 min)], Peter Münger, Zürich
- Wehrli, Peter K. & Wilfried Bolliger, W. 1979, Atmosphère Paris, 1979, 9 min.